# Bolesław Przedpełski
Bolesław Przedpełski (ur. 25 kwietnia 1896 w Krasnem, zm. 1 września 1981 w Warszawie) – polski chemik i rolnik, prezes Warszawskiej Izby Rolniczej, prezes Związku Inżynierów Chemików RP, wiceprezes Ligi Obrony Powietrznej i Przeciwgazowej w Warszawie, polityk, senator V kadencji w II Rzeczypospolitej.

## Życiorys
Urodził się w rodzinie Jana Adolfa i Zenobii Petroneli z Krygierów. Jego brat, Wiktor Zygmunt był posłem na Sejm II kadencji II Rzeczypospolitej. Po ukończeniu gimnazjum w Płocku uczył się w latach 1907–1913 w Szkole Zgromadzenia Kupców w Warszawie i kontynuował naukę w latach 1913–1914 na Wydziale Chemii Politechniki we Lwowie, po czym w 1915 roku przeniósł się Wydział Chemiczny Politechniki Warszawskiej, gdzie uzyskał tytuł inżyniera w 1921 roku. Równolegle, w latach 1916–1927 studiował rolnictwo na SGGW (uzyskał absolutorium lub doktorat).
W latach 1914–1918 był członkiem Polskiej Organizacji Wojskowej. W 1917 przeszedł kurs podchorążych Szkoły Podchorążych Okręgu Warszawskiego POW i kurs oficerów wojsk radiotelegraficznych. W latach 1918–1920 służył w 4 pułku Ułanów Zaniemeńskich, a w 1921 roku w Batalionie Zapasowym Radiotelegraficznym. Został zwolniony do rezerwy w stopniu podporucznika. W 1921 roku odbył praktykę zawodową w USA. W latach 1921–1927 był asystentem w Zakładzie Mikrobiologii i Przemysłu Rolnego, następnie, do roku 1936 pracował jako intendent i zarządca gmachów SGGW. W latach 1924–1927 (albo do 1930) był członkiem rady nadzorczej Zakładów Chemicznych „Kutno”. W 1927 roku zorganizował Związek Chemików byłych Wychowanków Politechniki Warszawskiej (był prezesem tego związku w latach 1924–1930). W 1930 roku doprowadził do przekształcenia tego związku w Związek Inżynierów Chemików Rzeczypospolitej Polskiej, był prezesem tego związku w latach 1930–1933 (albo do 1934).
Został mianowany porucznikiem ze starszeństwem z 2 stycznia 1932 roku i 8. lokatą w korpusie oficerów rezerwy łączności. W 1934 roku posiadał przydział w rezerwie do Pułku Radiotelegraficznego w Warszawie.
W latach 1928–1938 pracował jako dyrektor warszawskiego oddziału Państwowej Fabryki Olejów Mineralnych „Polmin” w Drohobyczu. W latach 1935–1939 był prezesem Warszawskiej Izby Rolniczej, prezesem sekcji izb rolniczych w Związku Izb i Organizacji Rolniczych RP, członkiem komisji nawozowej przy Ministerstwie Rolnictwa i Reformy Rolnej, wiceprezesem Ligi Obrony Powietrznej i Przeciwgazowej w Warszawie. W 1935 roku – prezesem Komitetu Pomocy dla Bezrobotnych i Biednych województwa warszawskiego, a w roku 1936 – prezesem Komitetu Powodziowego tego województwa dla pomocy terenom zalanym pod Krakowem.
Posiadał nowoczesne gospodarstwo Jastrzębiec koło Warszawy o profilu hodowlano-mleczarskim.
W 1938 roku został senatorem V kadencji (1938–1939). Był wybrany z województwa warszawskiego. Pracował w komisjach: budżetowej, gospodarczej, rolnej (sekretarz) i kontroli długów państwa (zastępca członka).
W 1939 roku był wiceprezesem Polskiego Związku Eksporterów Bekonu i Artykułów Zwierzęcych w Warszawie. W sierpniu 1938 albo 1939 roku został powołany przez Ministra Rolnictwa i Reform Rolnych na stanowisko komisarza ds. aprowizacji armii.
We wrześniu 1939 roku ewakuował się z rządem do Lublina, a następnie przekroczył granicę polsko-rumuńską. Przez pewien czas przebywał w Rumunii, po czym przez Bułgarię, Turcję, Palestynę i Indie dotarł w 1941 roku do USA, gdzie osiadł. Pracował w Eastern Sausage Company zajmującej się przetwórstwem mięsa. W latach 1945–1948 odbył studia rolnicze na Columbia University w Nowym Jorku, które zakończył doktoratem. W latach 1949–1953 pracował jako instruktor rolny dla farmerów polskiego pochodzenia w stanie Wisconsin. Mieszkał w Wausau. Skierowany przez International American Institute of Agricultural Sciences pracował w latach 1953–1956 w Ameryce Południowej (Peru, Boliwia, Brazylia, Ekwador, Kolumbia, Wenezuela) jako specjalista ds. oświaty i terenowego instruktażu rolnego. W okresie 1957–1965 był doradcą spółdzielni „Farmco” w stanie Wisconsin. Od 1965 roku przebywał na emeryturze.
W 1971 roku uczestniczył w VI Kongresie Techników Polskich, był członkiem zespołu opiniodawczego dla historii ruchu stowarzyszeniowego chemików. W 1976 powrócił do Polski i zamieszkał w Warszawie.
Bolesław ożenił się z Haliną Jankowską i miał z nią dwóch synów: Andrzeja i Zygmunta.
Został pochowany na Cmentarzu w Wilanowie (sektor VII, grób 1681).

## Ordery i odznaczenia
- Krzyż Kawalerski Orderu Odrodzenia Polski (11 listopada 1937)[4]
- Krzyż Walecznych
- Złoty Krzyż Zasługi (11 listopada 1934)[5]
- Medal Niepodległości
- Medal Pamiątkowy za Wojnę 1918–1921
- Odznaka pamiątkowa Polskiej Organizacji Wojskowej
- Złota honorowa odznaka Stowarzyszenia Inżynierów i Techników Przemysłu Chemicznego (1972)